# Phanoderma tuberculatum
Phanoderma tuberculatum is een rondwormensoort uit de familie van de Phanodermatidae. De wetenschappelijke naam van de soort is voor het eerst geldig gepubliceerd in 1863 door Eberth.